# Парк Ольденбургского

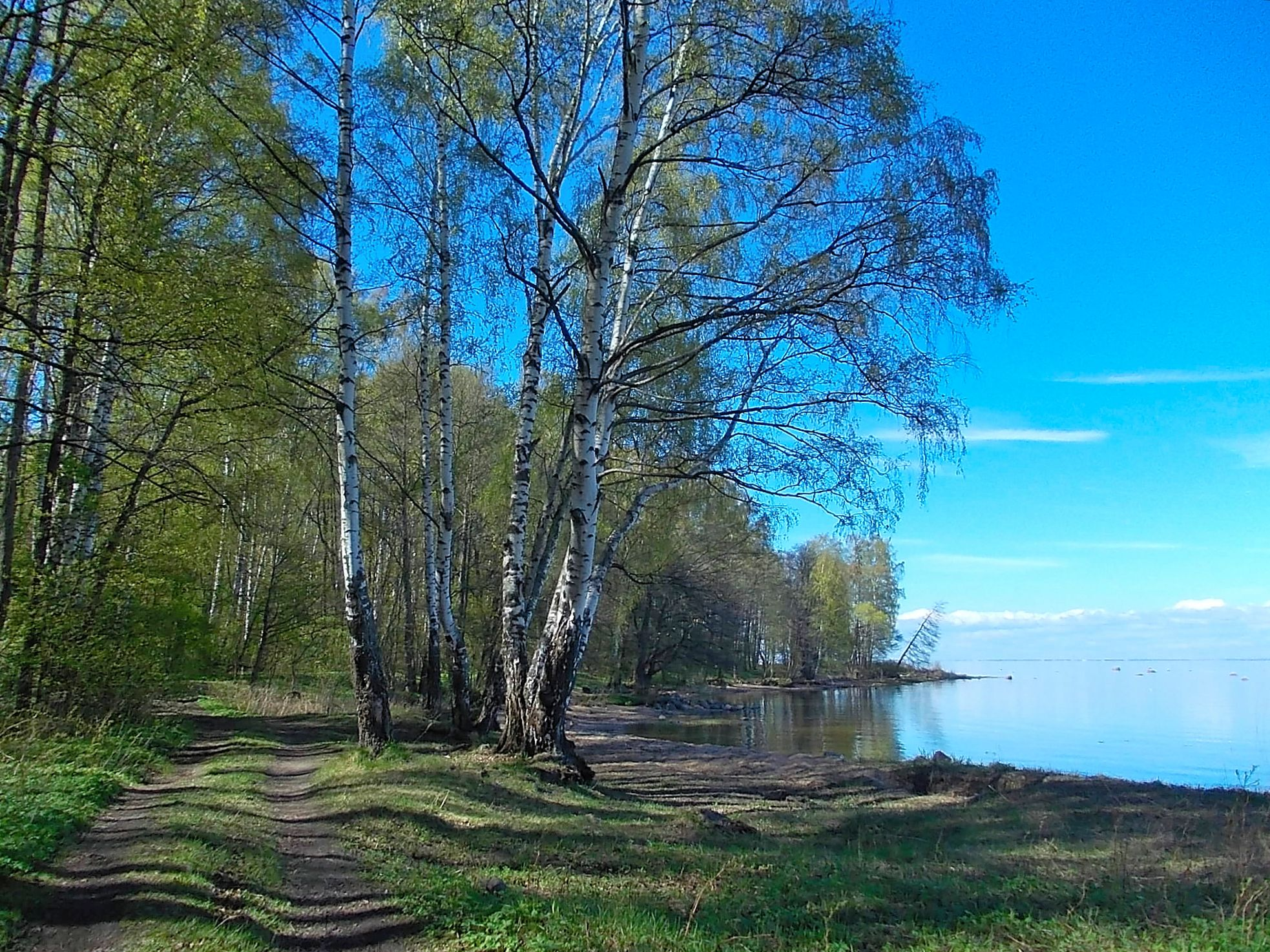
Окраина парка прилегающая к Финскому заливу

Парк Ольденбу́ргского — бывшая дача племянника Николая I принца П. Г. Ольденбургского, расположенная вдоль моря на территории Старого Петергофа напротив Ораниенбаумского спуска на площади в 39 гектаров.
Для постройки парка в начале 1830-х годов Петергофским дворцовым правлением были выкуплены два участка, к которым впоследствии была присоединена территория деревни Новой, жителей которой переселили на другие земли. Территория указанных участков была подарена Николаем I принцу Ольденбургскому, переехавшему в Россию в декабре 1830 года.
В июне 1837 года архитектором В. П. Стасовым были начаты работы по обустройству имения принца. Парку был придан пейзажный характер, спланированы аллеи, сохранён сосновый бор. В парке были построены коттедж-ферма в стиле английской готики в два этажа с мезонином, дом для садовника, хозяйственные здания и оранжереи, на мысе залива — павильон.
После революции имение Ольденбургского было национализировано, а весной 1919 года Народный комиссариат просвещения РСФСР открыл на территории парка Естественно-историческую станцию для летних экскурсий учащихся, на которой был создан гербарий флоры окрестностей Петергофа.
Основные здания фермы были уничтожены во время войны, сохранился только один флигель на Знаменской улице, д. 29.
В настоящее время на территории парка находятся очистные сооружения «Водоканала», участки огородников, военная база с маяком и построенный в 2009—2010 гг. коттеджный комплекс. Нетронутыми застройкой остаются территории на побережье западнее маяка, принадлежащие СПбГУ, где в советское время был пионерский лагерь "Экран".